# Bunker Palace Hôtel
Pour les articles homonymes, voir Bunker.
Pour plus de détails, voir Fiche technique et Distribution.
Bunker Palace Hôtel est un film français réalisé par Enki Bilal et sorti en 1989. Il s'agit du premier long métrage de l'auteur de bande dessinée.

## Synopsis
Dans une dictature imaginaire d'un monde futuriste, une importante rébellion éclate, causant le renversement du régime en place. Comme prévu en cas de besoin par leur bien-aimé président, un homme prévoyant, les hauts dignitaires fuient et se réfugient dans le lieu convenu en pareil cas, le Bunker Palace Hôtel. Ce refuge est une œuvre de l'architecte et ingénieur Holm. Ce refuge ingénieux est à la fois un bunker construit profondément sous terre pour protéger ses occupants et un palace digne de ces hauts dignitaires habitués à un luxe ostentatoire. À leur arrivée, les uns après les autres, en fin de cavale malgré un trajet périlleux, les ex hauts dignitaires sont accueillis par Holm. Mais ils ne sont pas au bout de leurs surprises : étrangement le président tarde à arriver… Qu'est-il advenu de lui ? Va-t-il arriver ? Est-il mort ? Les a-t-il abandonnés ? Sans leur chef, leur guide, les occupants du Bunker Palace Hôtel sont dans le désarroi et la confusion.

## Fiche technique
Sauf indication contraire, les informations mentionnées dans cette section peuvent être confirmées par la base de données cinématographiques Unifrance,  présente dans la section « Liens externes ».
- Titre original : Bunker Palace Hôtel
- Réalisation : Enki Bilal
- Scénario : Enki Bilal et Pierre Christin
- Musique : Arnaud Devos et Philippe Eidel
- Décors : Michèle Abbé-Vannier
- Costumes : Nicolas Harle
- Photographie : Philippe Welt
- Son : Pierre Gamet et Claude Villand
- Montage : Thierry Derocles
- Production : Maurice Bernart
  - Production exécutive : Alain Centonze
  - Coproduction : Charles Gassot
- Sociétés de production : AFC, en coproduction avec FR3 Cinéma, La Sept Cinéma et Téléma
- Sociétés de distribution : BAC Films (France)  ; Imagine Film Distribution (Belgique)
- Pays de production :  France
- Langue originale : français
- Genre : drame, science-fiction
- Durée : 95 minutes
- Format : couleur (Fujicolor) - 1,85:1 - 35 mm
- Dates de sortie[2] :
  - France : 14 juin 1989
  - Belgique : 6 septembre 1989

## Distribution
- Jean-Louis Trintignant : Holm
- Carole Bouquet : Clara
- Maria Schneider : Muriel
- Jean-Pierre Léaud : Solal
- Roger Dumas : Zarka
- Yann Collette : Orsini
- Philippe Morier-Genoud : Destoop
- Hans Meyer : le président
- Benoît Régent : Nikolaï
- Jezabelle Amato : la matrone
- Svetozar Cvetkovic : Marco

## Production

### Développement

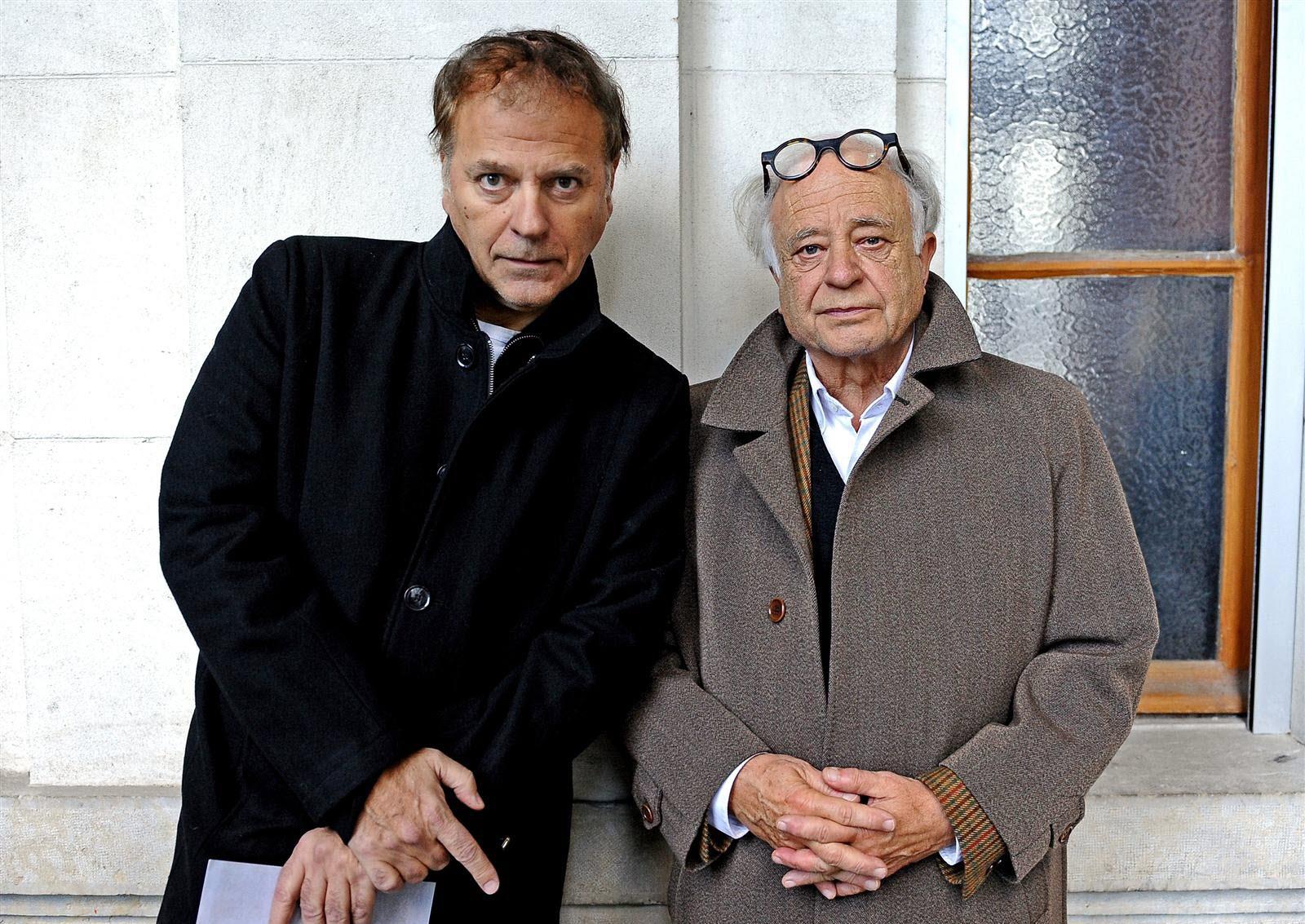
Enki Bilal et Pierre Christin en 2011, 22 ans après la sortie de BunKer Palace Hôtel.

À la fin des années 1980, Enki Bilal a commencé à écrire une histoire des vieux enfermés dans un hôtel en plein apocalypse pour son court métrage et, bien que ceci représente « une dépense de temps et d'énergie », le producteur d'AFC, Maurice Bernart, lui conseille plutôt un long métrage : le dessinateur demande alors à son collaborateur, Pierre Christin, de d'approfondir le scénario déjà intitulé Bunker Palace Hôtel.

« (…) jai écrit avec Bilal avant la chute de Ceaucescu, avant la guerre du Golfe, [le film] partait de l'hypothèse que toutes les élites politiques se planquent sous terre, qu'il existe des sortes de villes renversées cachées au regard, véritables lieux de pouvoir secrets. »

— Pierre Christin
Le tournage devait avoir lieu aux studios de Billancourt, puis à Moscou, ce que voulait l'auteur : « une atmosphère très pays de l'Est », mais une production russe n'était pas digne de confiance.

### Attribution des rôles
Pour incarner Holm, Enki Bilal a demandé à Jean-Louis Trintignant si raser la tête ne le dérangeait pas, et ce denier a répondu qu'il en rêvait depuis tout petit. Il lui a donc « fait une fleur », raconte le réalisateur, « Il a lu le scénario, il l'a trouvé étrange, il n'avait jamais tourné des trucs comme ça. ».

### Tournage

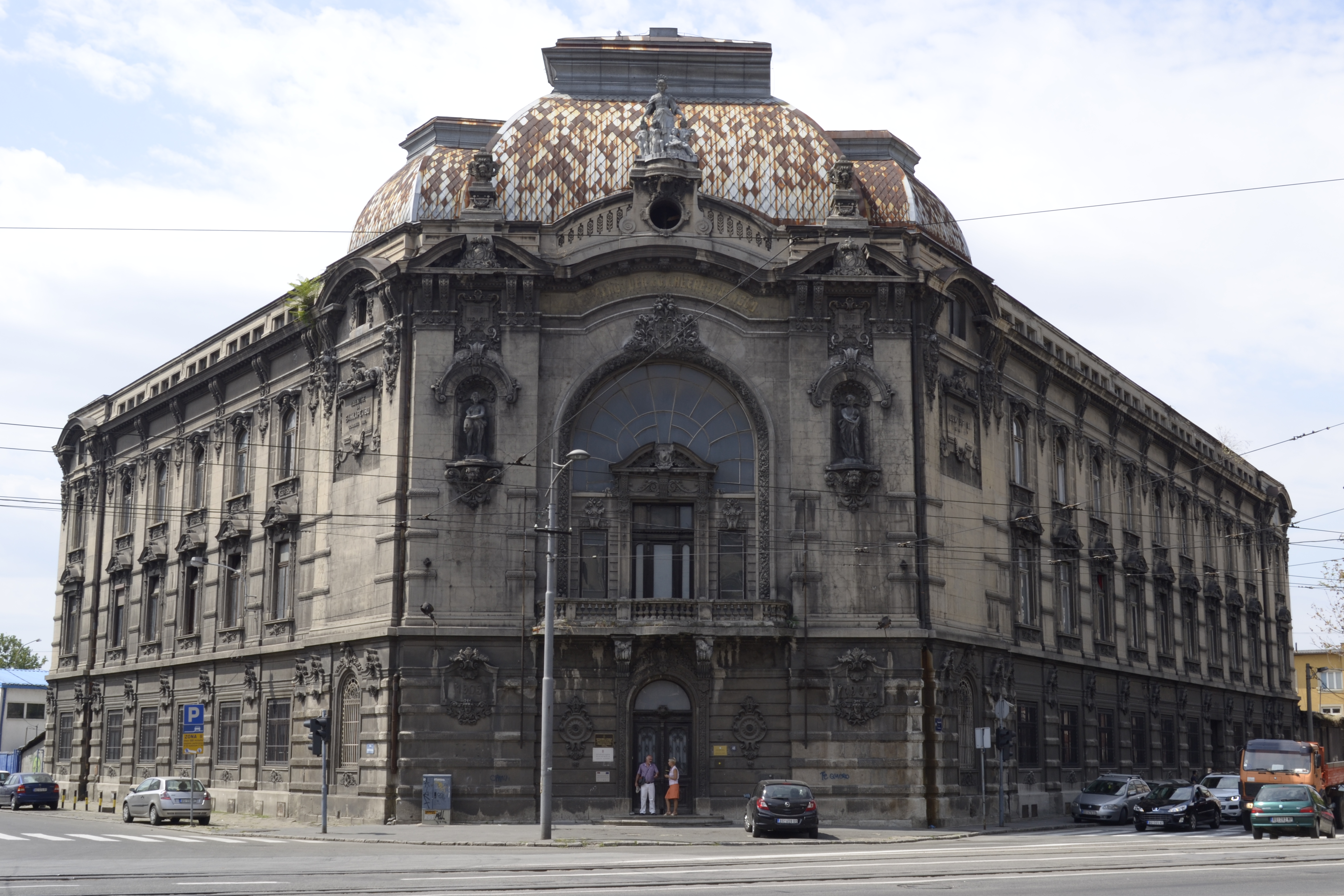
La coopérative de Belgrade.

Le tournage a lieu en 1988 à Belgrade, en république fédérative socialiste de Yougoslavie — aujourd’hui, Serbie,. L'équipe du tournage s'y est servi du quartier de Savamala et de la coopérative pour donner décors au Bunker Palace Hôtel.

### Musique
La musique du film est composée par Arnaud Devos et Philippe Eidel, avec Les voix Bulgares de l'ensemble radio Sofia, dont la bande originale, intitulée « Balkan pour le film Bunker Palace Hôtel », est distribuée en album sous forme de disque vinyle ou en cassette par Virgin, :
1. Cri mi zvezdi (0:40)
2. Klara (5:50)
3. Zabranena pesen (7:15)
4. Gospodi pomiluj (5:10)
5. Dora (3:55)
6. Balkan hotel (2:50)
7. Klara (O maiko moia) (4:05)
8. Holm (3:19)
9. Bela sam bela unate (3:35)

## Accueil

### Sortie
Bunker Palace Hôtel sort le 14 juin 1989 dans les salles françaises.

### Accueil critique
Le lendemain de la sortie du film, Le Monde souligne qu'« Enki Bilal a tout emporté de son univers : son graphisme, ses couleurs et ses obsessions. Et chaussé des bottes de metteur en scène. (…) sans faux raccords. ».

### Box-office
Pour la première semaine, à Paris, Bunker Palace Hôtel compte 26 259 spectateurs, puis 76 271 au bout de la seizième semaine.

## Distinctions

### Nominations
- César 1990[13] :
  - Meilleurs décors pour Michèle Abbé-Vannier
  - Meilleur son pour Pierre Gamet et Claude Villand